# ۱۴۴۳ (میلادی)
۱۴۴۳ (میلادی) هزار و چهارصد و چهل و سومین سال تقویم میلادی است.

## زادگان
- ۵ دسامبر – ژولیوس دوم، کشیش فرانسوی (د. ۱۵۱۳)